# Xenix

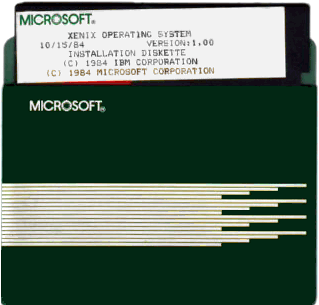
Microsoft XENIX na dyskietce 5¼ cala

Xenix – stworzona na początku lat 80. przez firmę Santa Cruz Operations (SCO) na zlecenie Microsoft odmiana systemu operacyjnego Unix, oparta na kodzie kupionym od firmy AT&T i przeznaczona dla komputerów IBM PC z procesorami 8086 i 8088.
Microsoft nigdy nie zdecydował się na wprowadzenie na rynek Xeniksa, nie sprzedawał go w ogóle użytkownikom końcowym. Prace nad systemem kontynuowało SCO (1983), które wraz z ukazaniem się SVR4 dokonało na tej bazie jego standaryzacji. Następcą SCO Xenix był SCO UNIX, którego kontynuacją jest wciąż dostępny w sprzedaży SCO OpenServer.
Z bardzo licznej rodziny systemów operacyjnych opartych na Unix System V i działających na platformie i386 w Polsce popularne były tylko dwa: właśnie Xenix oraz Solaris firmy Sun Microsystems.

## Kalendarium rozwoju
- 25 sierpnia 1980 – początek prac nad systemem[1]
- 1983
  - Microsoft nieoficjalnie odstępuje od projektu[2]
  - początek sprzedaży dla procesorów 8086 i 8088
- 1985 – wersja dla procesorów 286
- 1987 – wersja dla procesorów 386, pierwszy 32-bitowy system dla komputerów PC
- 1989 – pojawia się OpenDesktop, Xenix z interfejsem graficznym